# Pole Position (serial animowany)
Pole Position – amerykański serial animowany z lat 1984–1985, emitowany w Polsce na kanałach Fox Kids, TVP2 i Top Kids. Serial bazuje na licencji gry Pole Position firmy Namco.

## Opis fabuły
Państwo Daret, rodzice głównych bohaterów, byli agentami rządu USA. Podróżowali po kraju, by wykrywać i neutralizować przestępców. Otrzymali samochody bardzo zaawansowane technologicznie. Zdolne do pokonywania przeszkód wodnych niczym motorówka, unoszenia się jak poduszkowiec etc. W sterowaniu pomagają dwa komputery ze sztuczną inteligencją: Wheels i Roadie. Zawierające też bogatą wiedzę encyklopedyczną. Występowali ze swoimi autami jako kaskaderzy na pokazach pod nazwą "Pole Position Stunt Show. Jazda po kraju od jednej areny widowiskowej do drugiej  utrzymywanie się z tych sztuczek było ich przykrywką. Akcja rozpoczyna się po tym jak zginęli w wypadku samochodym. Doktor Zacharry, brat pana Darate, oświadczył ich dzieciom, że dziedziczą misję swoich rodziców i ich lipny zawód. Konkretnie, agentami zostali Dan i Tess. Ci opiekują się młodszą siostrą Daisy. Ta nie jest agentką, lecz nie zawsze dorosłe rodzeństwo izoluje ją od misji.

## Bohaterowie
- Tess Darret
- Dan Darret
- Daisy Darret
- Dr. Zachary Darret
- Kuma
- Wheels
- Roadie

## Wersja polska
- realizacja: Studio Opracowań Dźwiękowych w Łodzi
- reżyseria: Maria Horodecka (odc. 1–5), Czesław Staszewski (odc. 6–13)
- dialogi: Elżbieta Włodarczyk (odc. 1–5, 7–8, 10–11), Krystyna Kotecka (odc. 6, 9, 12–13)
- dźwięk: Marek Dubowski
- montaż: Teresa Ozga
- kierownictwo produkcji: Zdzisława Kowalewska
- piosenkę śpiewał zespół: Five Lines
- lektor czołówki: Mieczysław Antoni Gajda
- lektor tyłówki: Tomasz Boruszczak

W wersji polskiej udział wzięli
- Gabriela Sarnecka – Tess Darrett
- Joanna Stasiewicz – Daisy Darrett
- Róża Chrabelska (odc. 6-13),
- Ireneusz Kaskiewicz – Wheels
- Stanisław Kwaśniak – Roadie / Hermes (odc. 5) / policjant (odc. 7) / strażnik więzienny (odc. 11)
- Mariusz Pilawski – Dan Darrett
- Zbigniew Szczapiński – dr Zachary Darrett / dozorca/generał (odc. 2)
- Mieczysław Antoni Gajda – narrator we wstępach / pan Collins (odc. 2) /  Tim Russell (odc. 4) / spiker (odc. 7)
- Paweł Siedlik – Greg DeMont (odc. 1) / Byron (odc. 3) / Ted Russell (odc. 4)
- Piotr Krukowski – dr Heustings (odc. 2) / profesor Morrison (odc. 3) / Blank (odc. 5) / Zoltan (odc. 8) / tata Suzie (odc. 9) / burmistrz (odc. 10)
- Jarosław Pilarski – osiłek (odc. 2) / ochroniarz (odc. 9)
- Mariusz Siudziński – Spencer (odc. 10)

## Odcinki
- serial składa się z 13 odcinków.
- w Polsce serial był emitowany od 19 marca 1993 do 11 czerwca 1993 roku na stacji TVP2. Później był również emitowany na kanale Fox Kids. Od 1 grudnia 2015 serial emituje kanał Top Kids.

### Spis odcinków
| Premiera odcinka | N/o | Polski tytuł                    | Angielski tytuł               |
| ---------------- | --- | ------------------------------- | ----------------------------- |
|                  |     |                                 |                               |
| Seria pierwsza   |     |                                 |                               |
|                  |     |                                 |                               |
| 19.03.1993       | 01  | Kod                             | The Code                      |
|                  |     |                                 |                               |
| 26.03.1993       | 02  | Porwanie                        | The Canine Vanishes           |
|                  |     |                                 |                               |
| 02.04.1993       | 03  | Kurczak, który za dużo wiedział | The Chicken Who Knew Too Much |
|                  |     |                                 |                               |
| 09.04.1993       | 04  | Nieznajomi na lodzie            | Strangers on the Ice          |
|                  |     |                                 |                               |
| 16.04.1993       | 05  | Rajd                            | The Race                      |
|                  |     |                                 |                               |
| 23.04.1993       | 06  | Cztery cenne obrazy             | The Thirty-Nine Stripes       |
|                  |     |                                 |                               |
| 30.04.1993       | 07  | Zagadka za 31 centów            | The Thirty-One Cent Mystery   |
|                  |     |                                 |                               |
| 07.05.1993       | 08  | M jak magia                     | Dial M of Magic               |
|                  |     |                                 |                               |
| 14.05.1993       | 09  | Misiowa afera                   | The Bear Affair               |
|                  |     |                                 |                               |
| 21.05.1993       | 10  | Pogoń za złodziejem             | To Clutch a Thief             |
|                  |     |                                 |                               |
| 28.05.1993       | 11  | Sekret                          | The Secret                    |
|                  |     |                                 |                               |
| 04.06.1993       | 12  | Cień pstrąga                    | Shadow of a Trout             |
|                  |     |                                 |                               |
| 11.06.1993       | 13  | Kłopoty z Kumą                  | The Trouble with Kuma         |
|                  |     |                                 |                               |